# Aplassoderinus magambaensis
Aplassoderinus magambaensis es una especie de coleóptero de la familia Attelabidae.

## Distribución geográfica
Habita en Kenia y Tanzania.